# 腦漿炸裂少女
《腦漿炸裂少女》（日语：／ Nōshō Sakuretsu Gāru）是由作曲及填詞、使用虛擬女性歌手軟件初音未來和Megpoid（GUMI）製作的二人合唱歌曲，於2012年10月19日上傳至niconico動畫。其後獲改編為其他媒體的作品，包括輕小說、電影、漫畫和舞台劇。

## 概要
《腦漿炸裂少女》在2012年10月19日上傳至niconico動畫後大受歡迎，觀看次數在5個月後超過150萬次。現時該歌曲的相關影片在niconico動畫的播放次數超過4,000萬次；歌曲本身在niconico動畫播放超過800萬次，在YouTube播放超過4,400萬次。《腦漿炸裂少女》除了在網上受歡迎，也是熱門的卡啦OK歌曲。據日本卡啦OK服務供應商JOYSOUND統計，《腦漿炸裂少女》在2013年至2015年期間都是第二熱門的VOCALOID歌曲，連續多年排名都僅次於另一首著名VOCALOID歌曲《千本櫻》。
2012年12月28日，發行同名專輯《腦漿炸裂少女》。該專輯除了收錄了《腦漿炸裂少女》的原版外，也收錄了由伊東歌詞太郎翻唱的版本。2013年3月13日，發行翻唱專輯《試著聽了「試著唱了腦漿炸裂少女」》（"脳漿炸裂ガール　うたってみた"を聴いてみた），收錄了12組唱見歌手的《腦漿炸裂少女》翻唱版本，包括天月、伊東歌詞太郎、蛇足、koma'n、halyosy、等等。
2015年8月8日，老牌演歌歌手小林幸子在niconico動畫上傳了她和以她為藍本的虛擬女性歌手軟件「Sachiko」合唱的翻唱版本《腦漿炸裂婆婆》（脳漿炸裂バーサン），其中部分歌詞替換為「羊羹」、「枕草子」、「淺草」等。2020年8月26日，發行十週年紀念專輯《被羞恥心殺死》（羞恥心に殺される），收錄了由緒方惠美翻唱的《腦漿炸裂少女》。

## 輕小說
改編輕小說由吉田惠里香撰寫，繪畫插圖，提供原案。銷量超過55萬本。
| 卷數 | 角川Beans文庫（KADOKAWA） | 角川Beans文庫（KADOKAWA） | 角川Beans文庫（KADOKAWA） | 台灣角川               | 台灣角川      | 台灣角川                                                         |
| 卷數 | 副標題                    | 發售日期                  | ISBN                      | 副標題                 | 發售日期      | ISBN / EAN                                                       |
| ---- | ------------------------- | ------------------------- | ------------------------- | ---------------------- | ------------- | ---------------------------------------------------------------- |
| 1    | 不適用                    | 2013年12月1日             | ISBN 978-4-04-101105-8    | 不適用                 | 2015年5月13日 | ISBN 978-986-36-6313-3（普通版） EAN 471-510-91-2777-5（限定版） |
| 2    |                           | 2014年3月1日              | ISBN 978-4-04-101263-5    | 怎樣都好，我想吃馬卡龍 | 2015年6月24日 | ISBN 978-986-36-6538-0                                           |
| 3    |                           | 2014年8月1日              | ISBN 978-4-04-101716-6    | 大致上都很魯莽衝撞     | 2015年9月19日 | ISBN 978-986-36-6710-0                                           |
| 4    |                           | 2014年12月1日             | ISBN 978-4-04-101717-3    | 抓住機會就靠你自己嘍   | 2016年1月13日 | ISBN 978-986-36-6895-4                                           |
| 5    |                           | 2015年5月1日              | ISBN 978-4-04-102730-1    | 來吧，像○○似的起舞吧   | 2016年5月19日 | ISBN 978-986-47-3089-6                                           |
| 6    |                           | 2015年8月1日              | ISBN 978-4-04-102729-5    | 我是腦漿炸裂Girl       | 2016年8月22日 | ISBN 978-986-47-3249-4                                           |

## 真人版電影
改編自輕小說的真人電影在2015年7月25日上映，由柏木日向和竹富聖花雙人主演。電影主題曲為由私立惠比壽中學翻唱的《腦漿炸裂少女》。這次是首次有VOCALOID歌曲獲真人版改編。也有參與演出。預告片的旁白為初音未來的聲優藤田咲。

### 演員列表
- 市位羽奈（市位ハナ）：柏木日向（私立惠比壽中學）
- 稻澤花（稲沢はな）：竹富聖花
- 瀨繹舞香（瀬繹マイカ）：上白石萌歌
- 城野木葉（城野モクハ）：岡崎紗繪
- 味田令子（味田レイコ）：志田友美（夢見青春期）
- 久保賀大治：荒井敦史
- 古寺正義：菅谷哲也
- 田篠珠雲：淺香航大

## 漫畫
漫畫由作畫。
| 卷數 | KADOKAWA      | KADOKAWA               |
| 卷數 | 發售日期      | ISBN                   |
| ---- | ------------- | ---------------------- |
| 1    | 2015年7月25日 | ISBN 978-4-04-103451-4 |
| 2    | 2016年3月4日  | ISBN 978-4-04-103865-9 |
| 3    | 2016年11月4日 | ISBN 978-4-04-104859-7 |

## 舞台劇
舞台劇《舞台劇 腦漿炸裂少女～人間動物園～》於2019年7月11日至7月15日期間在六行會會堂（六行会ホール）上演。

## 外部連結
- niconico動畫（日語）
- YouTube（日語）